# 로메인 세공
로메인 세공(Romayne work)은 영국의 초기 문예 부흥 시대의 특색 있는 조각을 한 목세공이다. 인물의 원형 부조, 당초문 장식, 와형 장식 따위로 이루어진다.